# Hưng Đạo, Tiên Lữ
Hưng Đạo là một xã thuộc huyện Tiên Lữ, tỉnh Hưng Yên, Việt Nam.

## Địa lý
Xã Hưng Đạo có diện tích 6,77 km², dân số năm 2019 là 6.053 người, mật độ dân số đạt 894 người/km².

## Lịch sử
Trước đây, Hưng Đạo là một xã thuộc huyện Phù Tiên.
Ngày 6 tháng 11 năm 1996, Quốc hội ban hành Nghị quyết về việc chia tỉnh Hải Hưng thành 2 tỉnh Hải Dương và Hưng Yên và xã Hưng Đạo thuộc huyện Phù Tiên, tỉnh Hưng Yên.
Ngày 24 tháng 2 năm 1997, Chính phủ ban hành Nghị định 17-CP về việc chuyển xã Hưng Đạo thuộc huyện Phù Tiên về huyện Tiên Lữ mới tái lập quản lý.